# Diócesis de Buenaventura
La diócesis de Buenaventura (en latín: Dioecesis Bonaventurensis) es una circunscripción eclesiástica de la Iglesia católica en Colombia. Se trata de una diócesis latina, sufragánea de la arquidiócesis de Cali. Desde el 30 de junio de 2017 su obispo es Rubén Darío Jaramillo Montoya.

## Territorio y organización
La diócesis tiene 6297 km² y extiende su jurisdicción sobre los fieles católicos de rito latino residentes en el municipio de Buenaventura del departamento de Valle del Cauca.
Su territorio limita al norte con la diócesis de Istmina-Tadó, al noreste con la diócesis de Palmira, al oriente con la arquidiócesis de Cali, al sureste con la arquidiócesis de Popayán, al sur con el vicariato apostólico de Guapí, y al occidente con el océano Pacífico.
La sede de la diócesis se encuentra en la ciudad de Buenaventura, en donde se halla la Catedral de San Buenaventura.
En 2022 en la diócesis existían 22 parroquias:
En la zona urbana de Buenaventura
- Catedral de San Buenaventura;
- San Francisco de Asís;
- Nuestra señora de Guadalupe;
- Nuestro Señor de los Milagros;
- Cristo Redentor;
- Divino Niño;
- Espíritu Santo;
- La Inmaculada;
- La Milagrosa;
- María Auxiliadora;
- Nuestra Señora de La Anunciación;
- Nuestra Señora del Carmen;
- Sagrado Corazón de Jesús;
- Sagrada Familia;
- San Antonio de Padua;
- San José Obrero;
- San Pedro Apóstol.

En la zona rural de Buenaventura
- Nuestra Señora del Carmen, el corregimiento de Cisneros;
- Sagrado Corazón de Jesús, en Puerto Merizalde;
- San Francisco Javier, en Bajo Calima;
- Santa María Stella Maris, en Juanchaco-Ladrilleros.

## Historia
El vicariato apostólico de Buenaventura fue erigido el 14 de noviembre de 1952 mediante la bula Provida mater Ecclesia del papa Pío XII, obteniendo el territorio de la diócesis de Cali (hoy arquidiócesis) y de la prefectura apostólica de Tumaco (hoy diócesis de Tumaco). En ese entonces solo existían las parroquias de San Buenaventura (diócesis de Cali), y la de Puerto Merizalde (prefectura de Tumaco). La nueva circunscripción eclesiástica tenía entonces una extensión de unos 7000 km², cerca de 50 000 habitantes y fue encomendada a los Misioneros Javerianos de Yarumal. 
El 24 de marzo de 1953 fue nombrado primer vicario apostólico de Buenaventura, Gerardo Valencia Cano, hasta entonces prefecto apostólico del Vaupés (prefectura apostólica de Vaupés). Valencia estableció las primeras cuatro parroquias del vicariato apostólico e impulsó el desarrollo de la educación fundando los principales colegios de la ciudad, además llevó las primeras comunidades religiosas y realizó una gran labor social. 
Al fallecimiento de Valencia Cano, la nunciatura apostólica designó al padre Antonio Ruiz, como administrador del vicariato durante la vacancia, labor que desempeñó hasta el 8 de abril de 1973. El 29 de enero de 1973 la Santa Sede nombró a Heriberto Correa Yepes como sucesor en Buenaventura de Valencia Cano. El 8 de abril tomó posesión en la Catedral de Buenaventura y fue vicario apostólico hasta 1996, y a la edad de 80 años se retiró del gobierno pastoral.
El 30 de noviembre de 1996 el vicariato apostólico fue elevado a diócesis mediante la bula Ministerium apostolicum del papa Juan Pablo II. En esa misma fecha fue nombrado Rigoberto Corredor Bermúdez como obispo diocesano y tomó posesión el 15 de febrero de 1997. El 29 de abril de 2004 fue nombrado como nuevo obispo Héctor Epalza Quintero. Hacia el 2017 las organizaciones sociales lideraron el paro de Buenaventura. Ese año fue nombrado obispo, Rubén Darío Jaramillo Montoya.

## Estadísticas
Según el Anuario Pontificio 2023 la diócesis tenía a fines de 2022 un total de 229 081 fieles bautizados.
| Año                                                                             | Población                            | Población                            | Población                            | Sacerdotes                           | Sacerdotes                           | Sacerdotes                           | Bautizados por sacerdote             | Diáconos permanentes                 | Religiosos                           | Religiosos                           | Parroquias                           |
| Año                                                                             | Bautizados católicos                 | Total                                | % de católicos                       | Total                                | Clero secular                        | Clero regular                        | Bautizados por sacerdote             | Diáconos permanentes                 | Varones                              | Mujeres                              | Parroquias                           |
| Vicariato apostólico de Buenaventura                                            | Vicariato apostólico de Buenaventura | Vicariato apostólico de Buenaventura | Vicariato apostólico de Buenaventura | Vicariato apostólico de Buenaventura | Vicariato apostólico de Buenaventura | Vicariato apostólico de Buenaventura | Vicariato apostólico de Buenaventura | Vicariato apostólico de Buenaventura | Vicariato apostólico de Buenaventura | Vicariato apostólico de Buenaventura | Vicariato apostólico de Buenaventura |
| ------------------------------------------------------------------------------- | ------------------------------------ | ------------------------------------ | ------------------------------------ | ------------------------------------ | ------------------------------------ | ------------------------------------ | ------------------------------------ | ------------------------------------ | ------------------------------------ | ------------------------------------ | ------------------------------------ |
| 1965                                                                            | 148 000                              | 150 000                              | 98.7                                 | 4                                    | 4                                    |                                      | 37 000                               |                                      |                                      |                                      | 7                                    |
| 1968                                                                            | 146 000                              | 150 000                              | 97.3                                 | 1                                    | 1                                    |                                      | 146 000                              |                                      |                                      | 16                                   | 7                                    |
| 1976                                                                            | 172 190                              | 182 190                              | 94.5                                 | 21                                   | 4                                    | 17                                   | 8199                                 |                                      | 22                                   | 60                                   | 7                                    |
| 1980                                                                            | 215 000                              | 220 000                              | 97.7                                 | 25                                   | 2                                    | 23                                   | 8600                                 |                                      | 27                                   | 70                                   | 7                                    |
| Diócesis de Buenaventura                                                        |                                      |                                      |                                      |                                      |                                      |                                      |                                      |                                      |                                      |                                      |                                      |
| 1990                                                                            | 257 000                              | 286 000                              | 89.9                                 | 32                                   | 1                                    | 31                                   | 8031                                 |                                      | 33                                   | 80                                   | 10                                   |
| 1999                                                                            | 296 000                              | 300 000                              | 98.7                                 | 42                                   | 16                                   | 26                                   | 7047                                 |                                      | 29                                   | 90                                   | 17                                   |
| 2000                                                                            | 292 440                              | 302 000                              | 96.8                                 | 42                                   | 16                                   | 26                                   | 6962                                 |                                      | 30                                   | 77                                   | 17                                   |
| 2001                                                                            | 307 904                              | 315 000                              | 97.7                                 | 43                                   | 21                                   | 22                                   | 7160                                 |                                      | 25                                   | 76                                   | 17                                   |
| 2002                                                                            | 307 904                              | 315 000                              | 97.7                                 | 39                                   | 17                                   | 22                                   | 7894                                 |                                      | 24                                   | 77                                   | 17                                   |
| 2003                                                                            | 317 836                              | 325 000                              | 97.8                                 | 40                                   | 22                                   | 18                                   | 7945                                 |                                      | 20                                   | 74                                   | 17                                   |
| 2004                                                                            | 390 850                              | 400 000                              | 97.7                                 | 35                                   | 22                                   | 13                                   | 11 167                               |                                      | 15                                   | 66                                   | 18                                   |
| 2006                                                                            | 395 000                              | 400 900                              | 98.5                                 | 37                                   | 22                                   | 15                                   | 10 675                               |                                      | 17                                   | 70                                   | 18                                   |
| 2012                                                                            | 424 380                              | 433 000                              | 98.0                                 | 33                                   | 20                                   | 13                                   | 12 860                               |                                      | 14                                   | 73                                   | 21                                   |
| 2015                                                                            | 294 029                              | 392 054                              | 75.0                                 | 38                                   | 25                                   | 13                                   | 7737                                 |                                      | 13                                   | 11                                   | 21                                   |
| 2018                                                                            | 402 557                              | 417 220                              | 96.5                                 | 35                                   | 22                                   | 13                                   | 11 501                               | 1                                    | 19                                   | 44                                   | 22                                   |
| 2020                                                                            | 411 400                              | 426 300                              | 96.5                                 | 35                                   | 21                                   | 14                                   | 11 754                               | 1                                    | 14                                   | 35                                   | 22                                   |
| 2022                                                                            | 229 081                              | 315 000                              | 72.7                                 | 38                                   | 26                                   | 12                                   | 6028                                 | 2                                    | 16                                   | 35                                   | 22                                   |
| Fuente: Catholic-Hierarchy, que a su vez toma los datos del Anuario Pontificio. |                                      |                                      |                                      |                                      |                                      |                                      |                                      |                                      |                                      |                                      |                                      |

## Episcopologio
- Gerardo Valencia Cano, M.X.Y. † (24 de marzo de 1953-21 de enero de 1972 falleció)
- Heriberto Correa Yepes, M.X.Y. † (29 de enero de 1973-30 de noviembre de 1996 retirado)
- Rigoberto Corredor Bermúdez (30 de noviembre de 1996-19 de diciembre de 2003 nombrado obispo de Garzón)[nota 1]
- Héctor Epalza Quintero, P.S.S. † (29 de abril de 2004-30 de junio de 2017 retirado)
- Rubén Darío Jaramillo Montoya, desde el 30 de junio de 2017